# Улица Астана Кесаева (Владикавказ)
Улица Аста́на Кеса́ева — улица во Владикавказе, Северная Осетия, Россия. Улица располагается в Северо-Западном муниципальном округе Владикавказа между улицами Международной и Асланбека Хадарцева. Начинается от Международной улицы.
Улицу Астана Кесаева пересекают улицы Владикавказская и Весенняя.
На улице Астана Кесаева улице заканчивается улица Сека Гадиева
Улица названа в честь командира подводной лодки «Малютка-117» Героя Советского Союза Астана Николаевича Кесаева.
Улица образовалась в 70-х годах XX столетия и назвалась как Садовая улица. Наименование улицы произошло от располагавшихся сразу за улицей садов.
8 апреля 1977 года Садовая улица была переименована в улицу Астана Кесаева.
Во Владикавказе также существует одноимённая улица, названная в честь осетинского революционера Николая Кесаева. В связи с тем, что современная улица Астана Кесаева была переименована в 1977 году, улица Колка Кесаева имеет неофициальное название «Старая (Старое) Кесаева».